# Isabel Douglas, 11. Countess of Mar
Isabel Douglas, 11. Countess of Mar (auch Isabella, * um 1360; † zwischen Mai und Oktober 1408), war eine schottische Adlige.

## Leben
Ihr Vater war William Douglas of Douglas, ihre Mutter war Margaret, 10. Countess of Mar.
Die Umstände, unter denen sie den Titel von ihrer Mutter übernahm und offiziell zuerkannt bekam, sind verwirrend:
Ihre erste Erwähnung fand sich im formellen Protest des Sir Thomas Erskine vom 12. März 1391 gegen die Titelvergabe. Ihre Vernehmung zu diesem Protest hatte bereits stattgefunden, sie wurde hierbei als Isabel of Mar, wife of Sir Malcolm Drummond bezeichnet. Am 19. Oktober 1393 wurde ihr Ehemann zum Lord of Mar ernannt; ihre eigene offizielle Ernennungsurkunde von Robert III. datierte auf den 22. November 1393. In dieser Urkunde wurde ihr jedoch von königlicher Seite her (mit Blick auf mögliche Ansprüche der Familie Erskine) verboten, Teile des Earldom zu veräußern, abzutreten oder aufzugeben.
Als ihr illegitimer Halbbruder George im Jahr 1397 als 1. Earl of Angus das Erbe ihres Vaters und ihres Bruders (der beiden Earls of Douglas) antrat, wurde sie in einer der vielen dazu notwendigen Urkunden erneut zur Countess of Mar ernannt, wohl um ihren Titel und Besitz abzusichern. 
Mehrere Urkunden, datiert auf 19. April 1400, 8. November 1402 und 18. März 1403, mit denen sie und ihr Mann Ländereien an ihren Halbbruder oder den Bischof von Aberdeen überschrieben, unterzeichnete sie mit Isabella, Lady of Mar and Garioch, obwohl das von ihr verwendete Siegel Countess of Mar zeigte.
Nach dem Tod ihres ersten Mannes Sir Malcolm Drummond of Strathurd gegen Ende des Jahres 1402 lernte sie Alexander Stewart kennen, den ältesten Sohn von Alexander Stewart, 1. Earl of Buchan, genannt „Wolf of Badenoch“. Mehrere Eheversprechen folgten 1404 teils unter spektakulären Begleitumständen, wurden aber von der Krone aus o. g. Gründen nicht genehmigt. Erst ein Ehevertrag vom 9. Dezember 1404, in dem die Erbfolge nicht explizit festgelegt wurde, fand die Zustimmung von Robert III. Die nach diesem Datum, aber vor dem 2. Januar 1405 geschlossene Ehe wurde mit königlichem Siegel auf dem Ehevertrag am 21. Januar 1405 nachträglich genehmigt, danach führte Alexander iure uxoris den Titel Earl of Mar and Garioch.
Isabel starb kinderlos im Sommer 1408, während sich ihr Mann auf einem Kriegszug in Flandern befand.